# Värmdö
La commune de Värmdö est une commune suédoise du comté de Stockholm. Elle compte 41 107 personnes. Son chef-lieu est Gustavsberg.

## Population
| 1950  | 1955  | 1960  | 1965   | 1970   | 1975   |
| ----- | ----- | ----- | ------ | ------ | ------ |
| 8 212 | 8 216 | 8 645 | 10 108 | 12 882 | 16 050 |

| 1980   | 1985   | 1990   | 1995   | 2000   | 2005   |
| ------ | ------ | ------ | ------ | ------ | ------ |
| 17 846 | 19 173 | 22 067 | 26 548 | 31 260 | 34 933 |

| 2010   | 2015   | 2020   | - | - | - |
| ------ | ------ | ------ | - | - | - |
| 38 301 | 41 107 | 45 566 | - | - | - |

## Subdivisions administratives

### Districts
Depuis 2016, la commune est divisée en 17 Localités :
| Les 17 localités de la commune de Värmdö | Carte |
| --- | ----- |
| - Ängsvik (430 hab.) - Brunn (855 hab.) - Djurö (996 hab.) - Fågelvikhöjsden (670 hab.) - Gustavsberg (9 422 hab.) - Hagaberg (269 hab.) - Hemmesta (3 224 hab.) - Ingaröstrand (247 hab.) - Kopparmora (662 hab.) - Långvik (518 hab.) - Mörtnäs (1 052 hab.) - Norra Lagnö (296 hab.) - Skeppsdalsström (1 393 hab.) - Stavsnäs (726 hab.) - Torsby (426 hab.) - Värmdö-Evlinge (438 hab.) |       |